# Ludwig Schmid (Historiker)
Ludwig Carl Schmid (* 17. Januar 1811 in Vaihingen an der Enz; † 2. April 1898 in Tübingen) war ein deutscher Historiker, der unter anderem über die Geschichte der Hohenzollern schrieb.

## Leben
Schmid wurde 1811 im württembergischen Vaihingen an der Enz geboren und absolvierte ein Studium. Im Anschluss wurde er Hofmeister beim Kriegsminister Ernst von Hügel in Stuttgart und war danach bis 1874 als Lehrer tätig, zuletzt in einer Realschule in Tübingen. Nach seiner Pensionierung widmete er sich seinen privaten Studien.
Er forschte viele Jahrzehnte zur schwäbischen Geschichte und wurde von Kaiser Wilhelm I. und von den Fürsten von Hohenzollern für seine Forschungen ausgezeichnet. Er verfasste Fachbücher über die Pfalzgrafen von Tübingen und über die Grafen von Zollern-Hohenzollern. Besonders erwähnenswert ist die Urkundensammlung Monumenta Hohenbergica.
Das wichtigste Werk Schmids war „Die älteste Geschichte des erlauchten Gesammthauses der Königlichen und Fürstlichen Hohenzollern bis zur Erwerbung der Burggrafschaft Nürnberg“ in drei Teilen (1884/88). Er vertrat im dritten Band die heute herrschende Auffassung, dass die Könige von Preußen von den schwäbischen Hohenzollern abstammen. Andere Gelehrte waren hingegen der Meinung, die Könige von Preußen würden von den fränkischen Grafen von Abenberg herkommen.

## Werke
- Geschichte der Pfalzgrafen von Tübingen, nach meist ungedruckten Quellen, nebst Urkundenbuch. Ein Beitrag zur schwäbischen und deutschen Geschichte, Fues, Tübingen 1853 Digitalisat
- Der Kampf um der Reich zwischen dem römischen König Adolf von Nassau und Herzog Albrecht von Oestreich. Nach zuverläßigen und neuen Quellen dargestellt, Fues, Tübingen 1858
- Geschichte der Grafen von Zollern-Hohenberg und ihrer Grafschaft nach meist ungedrucken Quellen, nebst Urkundenbuch. Ein Beitrag zur schwäbischen und deutschen Reichs-Geschichte, 2 Bde., Scheitlin, Stuttgart 1862 Digitalisat
- Belagerung, Zerstörung und Wiederaufbau der Burg Hohenzollern im fünfzehnten Jahrhundert. Nach dem jetzigen Standpunkte der Quellen dargestellt. Mit Beilagen von zuvor ungedruckten Urkunden, Osiander, Tübingen 1867
- Graf Albert von Hohenberg, Rotenburg und Haigerloch vom Hohenzollernstamme: Der Sänger und Held. Ein Cyclus von kultur-historischen Bildern aus dem dreizehnten Jahrhundert. 2 Bde., Cotta, Stuttgart 1879
- Die älteste Geschichte des erlauchten Gesamthauses der königlichen und fürstlichen Hohenzollern bis zur Erwerbung der Burggrafschaft Nürnberg, 3 Teile, Laupp, Tübingen 1884–1888
- Die Geschichte der Grafen von Zollern von der Mitte des 11ten bis Schluß des 12ten Jahrhunderts nach urkundlichen und sonstigen zuverlässigen Quellen, Laupp, Tübingen 1886 Digitalisat
- Die Heimat der Hohenzollern, Land und Leute derselben in den ältesten Zeiten, 1889
- Die Grafen von Hohenberg zollerischen Stammes und das Minnesänger-Denkmal der Weilerburg, Fues, Tübingen 1891
- Die Könige von Preußen sind Hohenzollern nicht Abenberger: Widerlegung der Schrift Christian Meyers über die Ahnherren des deutschen Kaiserhauses, Stargardt, 1892